# 에탈 환초

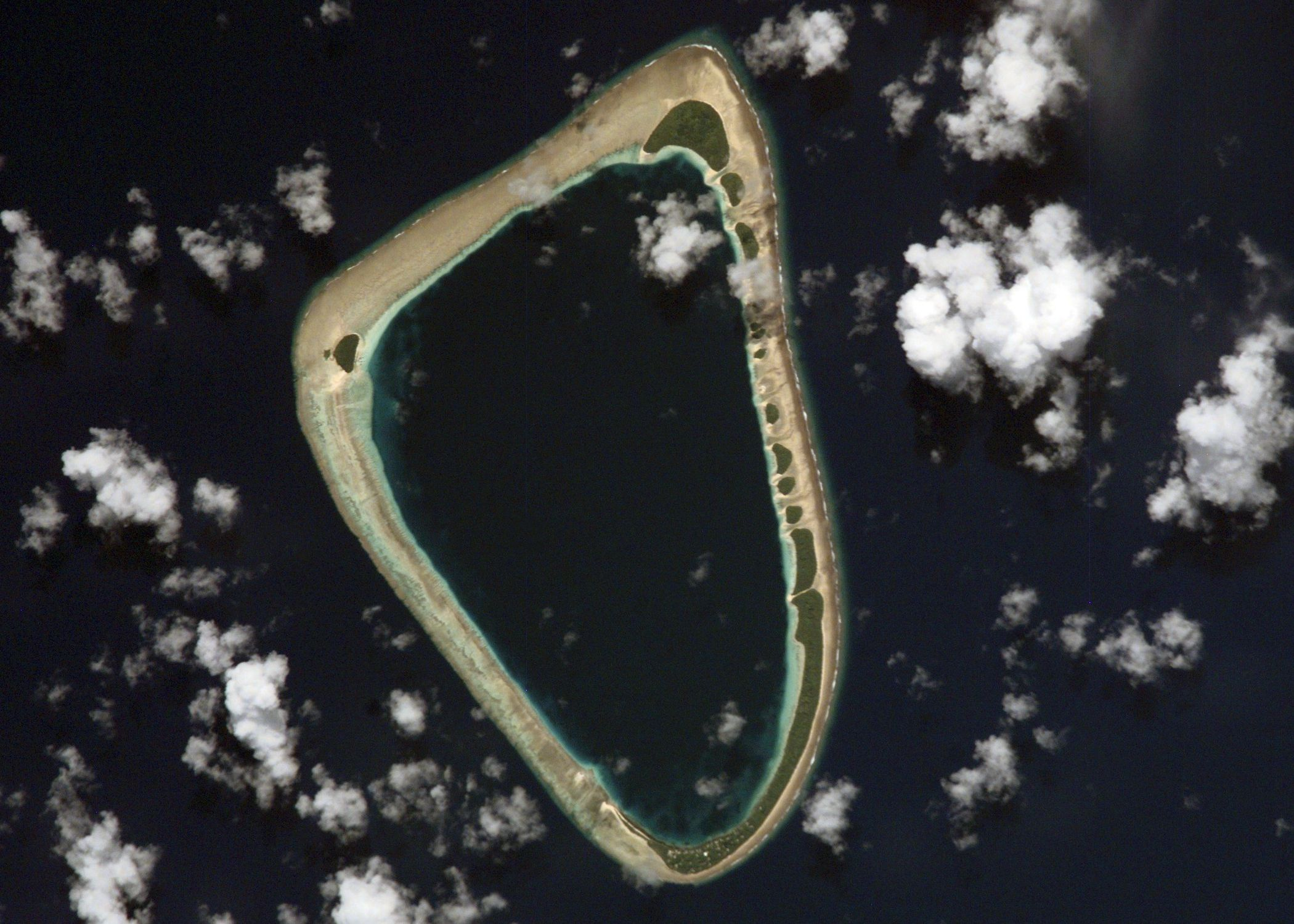
에탈 환초의 위성 모습.

에탈 환초는 미크로네시아 연방 추크 주의 섬이다. 섬 대부분에는 코코넛과 빵나무가 있다.  약 7km이며 환초에 유넌섬과 파랑섬, 에탈섬이 있다.